# Храм Святого Георгия Победоносца (Самарканд, действующий)
Храм Святого Георгия Победоносца — действующий православный храм Ташкентской и Узбекистанской епархии Среднеазиатского митрополичьего округа Русской православной церкви, в городе Самарканде. Узбекистан. Носит имя святого великомученика Георгия Победоносца.

## История
После того как был закрыт старый храм в 1930 году, но в нем еще несколько лет продолжались службы пока шли работы по ремонту и обустройству нового храма вплоть до 1950 года. Храм освящен в 1925 году.
В 1924 году храм был закрыт, передана часовня на кладбище, в которой начали совершаться богослужения.
В 1927 году получено разрешение на постройку летнего молитвенного дома при часовне.
В 1937 году куплен дом на месте около храма.
В 2010-х в храме был проведен капитальный ремонт.
Храм размещен в жилом доме. Построен кирпича в виде буквы "Г". В храме имеется иконостас и богатая церковная утварь. На территории храма много других помещений, в том числе и келья прежнего настоятеля храма протоиерея Дмитрия Козулина.

## Информация
Престольный праздник: 6 мая.
Настоятель храма - иерей Тимофей Фишелев.

## Фото
| Вход во двор | Вид на здание | Иконостас. |